# Liste des cardinaux créés au XVIe siècle
Cardinaux créés au XVIe siècle:
- Aucun cardinal créé par Pie III (1503)
- Cardinaux créés par Jules II (1503-1513) : 27 dans 6 consistoires
- Cardinaux créés par Léon X  (1513-1521) : 42 dans 8 consistoires. Dont 2 papes Adrien VI et Clément VII
- Cardinal créé par Adrien VI  (1522-1523) : 1 dans 1 consistoire.
- Cardinaux créés par Clément VII  (1523-1534) : 33 dans 14 consistoires.
- Cardinaux créés par Paul III  (1534-1549) : 71 dans 12 consistoires. Dont 4 papes Paul IV, Jules III , Marcel II et Pie IV
- Cardinaux créés par Jules III  (1550-1555) : 20 dans 4 consistoires.
- Aucun cardinal créé par Marcel II (1555)
- Cardinaux créés par Paul IV  (1555-1559) : 19 dans 4 consistoires. Dont un pape Pie V
- Cardinaux créés par Pie IV  (1559-1565) : 46 dans 4 consistoires. Dont un pape Grégoire XIII
- Cardinaux créés par Pie V  (1566-1572) : 21 dans 3 consistoires. Dont un pape Sixte V
- Cardinaux créés par Grégoire XIII  (1572-1585) : 34 dans 8 consistoires. Dont 4 papes Urbain VII, Innocent IX, Grégoire XIV et Léon XI
- Cardinaux créés par Sixte V  (1585-1590) : 33 dans 8 consistoires. dont un pape Clément VIII
- Aucun cardinal créé par Urbain VII (1590)
- Cardinaux créés par Grégoire XIV  (1590-1591) : 5 dans 2 consistoires.
- Cardinaux créés par Innocent IX  (1591) : 2 dans 1 consistoire.
- Cardinaux créés par Clément VIII  (1591-1605) : 53 dans 5 consistoires. dont un pape Paul V
- Au total : 407 cardinaux créés au XVIe siècle.